# James Shanklin
James Shanklin (né le 31 octobre 1957, Baltimore, Maryland, États-Unis) est un acteur américain.

## Filmographie

### Cinéma
- 2002 : Le Club des empereurs : valet
- 2006 : Mission impossible 3 : curé d'hopital
- 2007 : Evan tout-puissant : homme du Congrès
- 2010 : The Social Network : Albert de Monaco
- 2011 : Le Stratège : le père de Billy
- 2013 : Beverly Hills Cop de Barry Sonnenfeld : William Nickles (téléfilm sorti en ligne en 2022)

### Télévision
- 1990 : Haine et Passion : Walter Hall
- 1994 : Unsolved Mysteries : Frank Olson
- 1994 : Homicide : Ken Bradley
- 1998 : Another World : Dr. Hale
- 1999 : New York 911 : Agent du Secret Service / Serveur
- 2001 : New York, police judiciaire : Avocat John Davis / Juge Mark McDow / Matt Vasco
- 2001 : Les Soprano : Anesthésiste
- 2001 : As the World Turns : Doug Holliwell
- 2002 : It's a Miracle
- 2002 : The Job : homme de la suite
- 2003 : Whoopi : Touriste n°2
- 2005 : The Closer : Daniel Dixon
- 2005 : Blind Justice : Les Molineaux
- 2005 : Amy : Juge Heuson
- 2005 : Numb3rs : Physicien
- 2006 : Desperate Housewives : Détective Fallon / Détective Morgan
- 2006 : Commander in Chief : Gerry Levitt
- 2008 : Cold Case : Affaires classées : Frank Wilson '08
- 2008 : FBI : Portés disparus : Gerald Hirsh - Avocat de Alex Shaw
- 2008 : The Riches : Bob Spurlock
- 2009 : NCIS : Enquêtes spéciales : Capitaine de la Navy Martin Armstrong
- 2010 : The Closer : Daniel Dixon
- 2010 : Weeds : Shérif
- 2010 : Grey's Anatomy : Lt. Josh Moore
- 2010 : Big Love : Docteur
- 2010 : Les Feux de l'amour : Dr. Stanley